# Tephrina lithina
Tephrina lithina är en fjärilsart som beskrevs av Butler 1883. Tephrina lithina ingår i släktet Tephrina och familjen mätare. Inga underarter finns listade i Catalogue of Life.